# Tommy John
Pour les articles homonymes, voir John.
Thomas Edward John Jr. (né le 22 mai 1943 à Terre Haute, Indiana, États-Unis) est un ancien lanceur gaucher baseball qui évolue en Ligue majeure de baseball pendant 26 saisons, entre 1963 et 1989. Il est sélectionné quatre fois pour le match des étoiles en 1968, 1978, 1979 et 1980. 
Sa carrière est marquée par une coupure de 1974 à 1976 en raison d'une lourde opération des ligaments du coude. L'opération subie par John est connue au baseball et au football américain comme une opération de type Tommy John et est pratiquée couramment.

## Carrière
Excellent joueur de basket-ball pour son lycée, le Gerstmeyer High School de Terre Haute (Indiana), il est recruté par les Indians de Cleveland le 12 juin 1961. Après un court apprentissage dans les clubs-écoles de l'organisation des Indians, il fait ses débuts en Ligue majeure le 6 septembre 1963, en lançant une manche comme releveur. Il est lanceur partant pour la première fois en Ligue majeure le 14 septembre 1963 ; C'est une défaite face aux Angels. Lors de la saison 1964, il débute 14 matchs pour 2 victoires et 9 défaites et une moyenne de points mérités de 3,91. Les Indians décident alors d'inclure le joueur dans un échange très controversé. Il se retrouve alors chez les White Sox de Chicago où il signe une belle saison dès 1965 avec 14 victoires pour 7 défaites et une moyenne de points mérités de 3,09. Il connait sa première sélection au sein de l'équipe d'étoiles sous l'uniforme des White Sox en 1968.
Transféré le 2 décembre 1971 chez les Dodgers de Los Angeles, il retrouve son niveau des premières saisons chez les White Sox avant qu'une blessure ne mette fin à sa carrière. Il est opéré en fin de saison 1974 des ligaments du coude. Tommy John est le premier sportif professionnel à bénéficier de ce type d'opération. Donner pour fini pour le baseball par l'ensemble des observateurs, il réalise un surprenant retour au plus haut niveau et reçoit logiquement le trophée du meilleur retour de l'année en Ligue nationale (1976). Et le meilleur reste à venir : trois nouvelles sélections All-Star en 1978, 1979 et 1980, deuxième du trophée Cy Young en 1977 et 1979 (8e en 1978 et 4e en 1980) et douzième du classement MVP en 1977. Il glane ces honneurs sous les couleurs des Dodgers (jusqu'en 1978) puis des Yankees de New York où il signe comme agent libre le 21 novembre 1978. Poursuivant ensuite sa carrière pour les Angels de la Californie (1982-1985) et les Athletics d'Oakland (1985) avant de terminer son parcours avec un retour chez les Yankees (1986-1989), il accumule 288 victoires en carrière (saison régulière) et cinq participations aux séries éliminatoires de fin de saison en 1977, 1978, 1980, 1981 et 1982. Il lance à l'occasion de trois Séries mondiales, en 1977, 1978 et 1981, chaque fois dans une cause perdante.
Lors du vote d'admission au Temple de la renommée du baseball, il ne recueille que 31,7 % de votes favorables en 2009 lors de sa dernière année d'éligibilité. Il est le lanceur comptant le plus de victoires non présent à Cooperstown. Le Comité des vétérans décidera, dans les années qui viennent, si Tommy John a bien sa place au Temple de la renommée.